# Lidija Solovjova
Lidija Valentynivna Solovjova (ukrainska: Лідія Валентинівна Соловйова), född 21 januari 1978 i Dnipro, är en ukrainsk styrkelyftare med funktionshinder, som har representerat Ukraina vid paralympiska sommarspelen 2000, 2004, 2008, 2012, 2016 och 2020. Hon är kortväxt.

## Meriter
Paralympiska sommarspelen 2000
- Silver, styrkelyftning 40 kg

Paralympiska sommarspelen 2004
- Guld, styrkelyftning 40 kg

Paralympiska sommarspelen 2008
- Guld, styrkelyftning 40 kg

Paralympiska sommarspelen 2012
- Brons, styrkelyftning 44 kg

Paralympiska sommarspelen 2016
- Guld, styrkelyftning 50 kg